# Heinrich Mehringer
Heinrich Mehringer (ur. 23 lutego 1952 w Tegernsee) – niemiecki biathlonista reprezentujący RFN, brązowy medalista mistrzostw świata.

## Kariera
Na mistrzostwach świata w Hochfilzen w 1978 roku wspólnie z Andreasem Schweigerem, Hansim Estnerem i Gerhardem Winklerem zdobył brązowy medal w sztafecie. Na tej samej imprezie zajął także czternaste miejsce w biegu indywidualnym i dziesiąte w sprincie. Był też między innymi siódmy w sprincie i piąty w sztafecie podczas mistrzostw świata w Vingrom dwa lata później. Brał też udział w igrzyskach olimpijskich w Innsbrucku w 1976 roku, gdzie był jedenasty w biegu indywidualnym i czwarty w sztafecie.
W zawodach Pucharu Świata zadebiutował 22 lutego 1978 roku w Anterselvie, zajmując ósme miejsce w biegu indywidualnym. Tym samym już w swoim debiucie zdobył pierwsze punkty. Nigdy nie stanął na podium indywidualnych zawodów tego cyklu. W sezonie 1977/1978 zajął 17. miejsce w klasyfikacji generalnej.

## Osiągnięcia

### Igrzyska olimpijskie
| Rok  | Miejscowość | Konkurencje | Konkurencje | Konkurencje | Konkurencje | Konkurencje | Konkurencje | Konkurencje |
| Rok  | Miejscowość | IN          | SP          | PU          | MS          | RL          | MR          | SR          |
| ---- | ----------- | ----------- | ----------- | ----------- | ----------- | ----------- | ----------- | ----------- |
| 1976 | Innsbruck   | 11.         | nd.         | nd.         | nd.         | 4.          | nd.         | –           |

### Mistrzostwa świata
| Rok  | Miejscowość | Konkurencje | Konkurencje | Konkurencje | Konkurencje | Konkurencje | Konkurencje | Konkurencje |
| Rok  | Miejscowość | IN          | SP          | PU          | MS          | RL          | MR          | SR          |
| ---- | ----------- | ----------- | ----------- | ----------- | ----------- | ----------- | ----------- | ----------- |
| 1974 | Mińsk       | –           | 38.         | nd.         | nd.         | –           | nd.         | –           |
| 1975 | Anterselva  | 31.         | –           | nd.         | nd.         | –           | nd.         | –           |
| 1977 | Vingrom     | –           | 7.          | nd.         | nd.         | 5.          | nd.         | –           |
| 1978 | Hochfilzen  | 14.         | 10.         | nd.         | nd.         | 3.          | nd.         | –           |

### Puchar Świata

#### Miejsca w klasyfikacji generalnej
| Sezon     | Miejsce |
| --------- | ------- |
| 1977/1978 | 17.     |

#### Miejsca na podium chronologicznie
Mehringer nigdy nie stanął na podium indywidualnych zawodów PŚ.